# Coronel Freitas
Coronel Freitas là một đô thị thuộc bang Santa Catarina, Brasil. Đô thị này có diện tích 234,157 km², dân số năm 2007 là 10246 người, mật độ 45,4 người/km².